# Sara Wahedi
Sara Wahedi (Afganistan, 1995) és una emprenedora afganesa-canadenca.
Va néixer a l'Afganistan però el 2000 la seva família es va traslladar al Canadà. Una de les seves primeres feines va ser durant dos anys experta en desenvolupament social a l'Oficina del President de l'Afganistan.
El 2018 va fundar l'aplicació Ehtesab amb els seus estalvis de 2.500 dòlars, que va rebre la inversió el 2019 de 40.000 dòlars de Netlinks. L'aplicació lluita contra la desinformació informant en temps real sobre seguretat, energia i trànsit de Kabul. Va ser especialment útil per la població el 2021, durant els bombardejos, controls de carreteres i atacs que van envoltar el retorn dels talibans al poder. L'empresa tenia 20 treballadors el 2021. El 2022 l'aplicació seguia funcionant, però va patir dificultats pels talls de subministrament tant de llum com d'internet. Ella treballava des de Nova York i la majoria dels treballadors dedicats a la verificació de dades havien marxat de l'Afganistan.
El 2021 la revista TIME la va incloure a la llista de Líders de la propera generació i la BBC a la llista de les dones més inspiradores. El 2022 s'està formant a la Universitat de Colúmbia, on estudia Drets Humans i Ciència de les Dades.